# 蜡菊
蜡菊（学名：Xerochrysum bracteatum），又名麦杆菊、七彩菊、不凋花，菊科多年生草本植物，但常作为一年生植物栽培，株高可達120厘米，原产於澳大利亚，中国已大量引种这种菊花，是优质的花坛和插花、干花原材料。花期夏初至秋末，茎坚挺，叶细长，頭狀花序，花色有红、黄、橙、白和紫色等颜色，舌片具金属光泽，大型苞片光澤紙質，花朵直径3－5厘米。
蜡菊被证明是非常适合于园艺种植。自从1850年代，它就在德国发展起来并传播。

## 图片

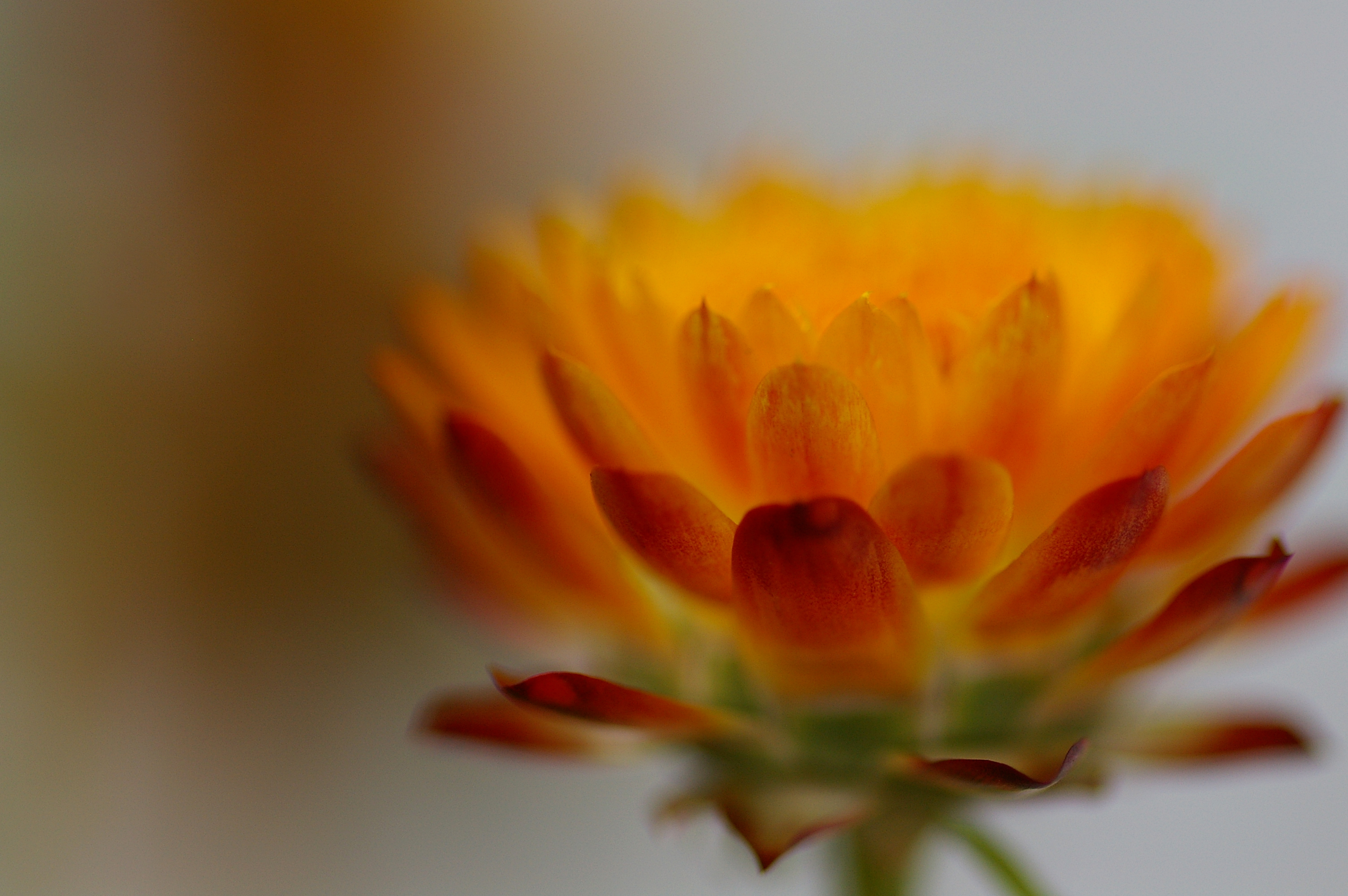
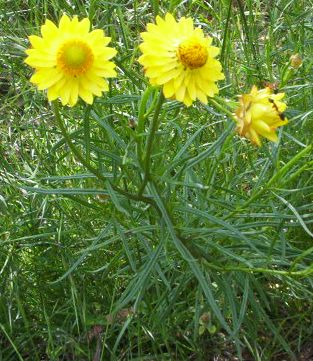
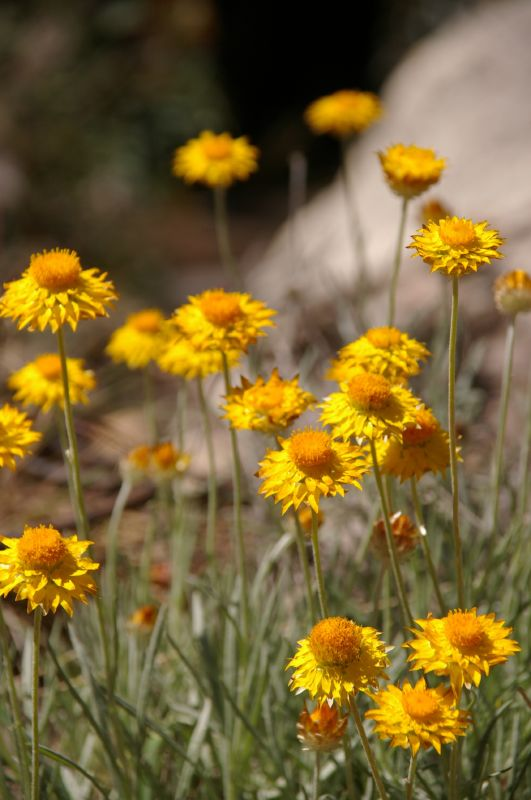
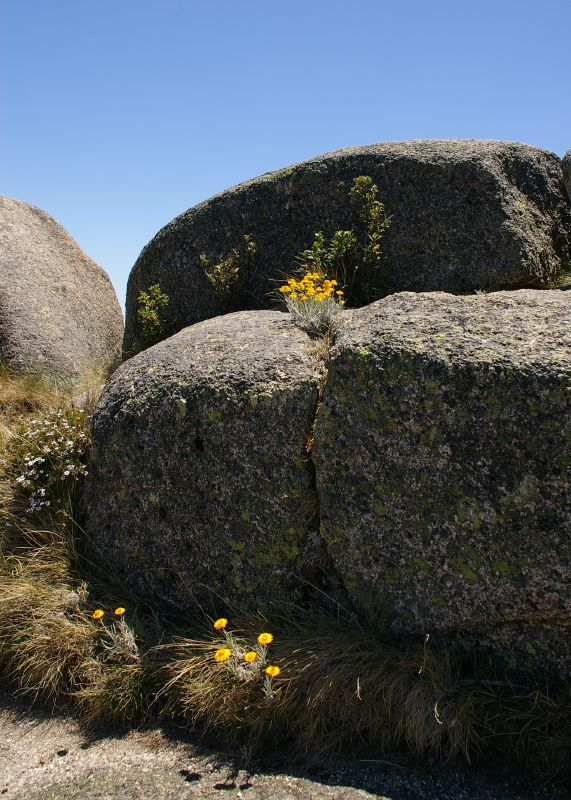
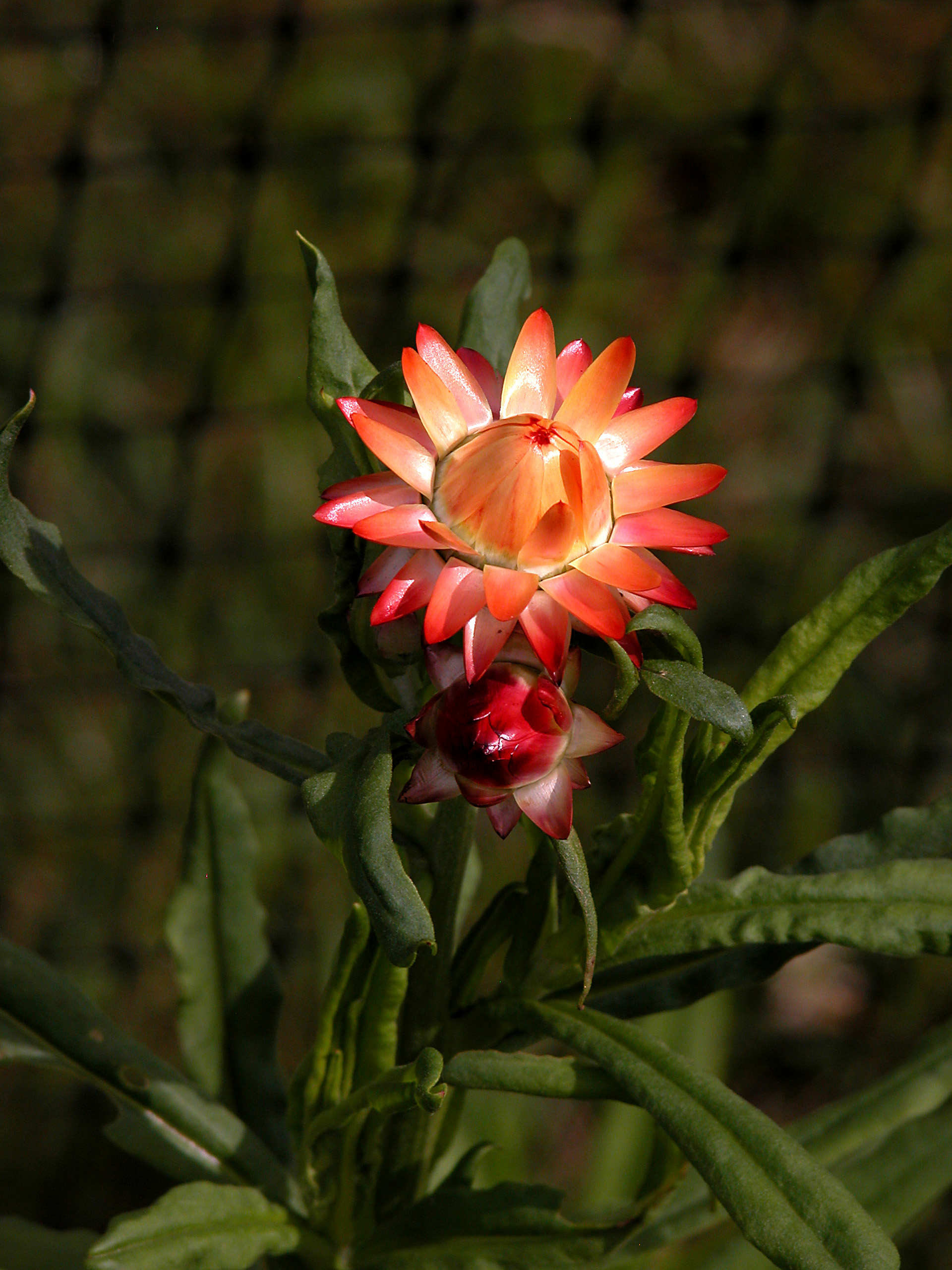
栽培种